# De Hoven en De Boomgaard
De Hoven en De Boomgaard is een buurt van IJsselstein, in de Nederlandse provincie Utrecht. De wijk heeft 2150 inwoners (2023).. 
De buurt grenst met de klok mee aan Het Hart, De Tuinen, Industrieterrein Lage Dijk, Bedrijventerrein De Corridor en De Wereldsteden. De buurt maakt onderdeel uit van de Vinex-locatie Zenderpark.

## Geschiedenis
De buurt is -net als de rest van het Zenderpark- gelegen in de Polder Hooge Biezen. Vanaf de jaren 30 van de 20e eeuw zijn in het gebied diverse zenders met bijbehorende bebouwing geplaatst. Beheerder was Nozema. In de jaren 90 van de 20e eeuw werd het gebied aangewezen als Vinex-locatie, waarna grootschalige woningbouw volgde. 

## Beschrijving van de buurt
De buurt is grotendeels ingericht als woonwijk. Een aanzienlijk deel van de woningen betreffen vrijstaande of twee-onder-een-kapwoningen in het duurdere segment. Centrale ontsluitingsas is de noord-zuid-lopende Parklaan. Haaks erop sluiten lange assen aan. Van Noord naar zuid zijn dat de Statensingel, Amerikalaan en de Boomgaard.  Noord-zuid door de buurt voert het fiets- en voetpad Sevenhovenpad dat verwijst naar de buurtschap Sevenhoven dat zich ca twee kilometer zuidelijk bevond en tegenwoordig deel uitmaakt van Lopikerkapel. 
Tussen de Amerikalaan en de Boomgaard bevindt zich een ruim opgezette zone met kleinschalige hofjes met vrijstaande of twee-onder-een-kapwoningen in het duurdere segment. De hofjes zijn allen vernoemd naar appel-, Peren- en Kersensoorten. Tussen de hofjes bevinden zich diverse open stukken die zijn ingericht als kinderspeelplaats of boomgaard. Centraal door de zone voert het voetpad het Bloesempad. Ten noorden van de Amerikalaan bevindt zich een zone met dichtere bebouwing. De straten in deze zone zijn vernoemd naar Amerikaanse staten enerzijds en naar Zuid- en Centraal Amerikaanse landen anderzijds. Ten oosten van de wijk bevindt zich een waterrijk parkgebied, het Hogebiezenpark.
Stad: IJsselstein      Buurtschappen: Achtersloot · Klaphek · Knollemanshoek (deels)

Woonwijken: Centrum · Noord · West · Zuid

Woonbuurten: Binnenstad · Nieuwpoort · Groenvliet · Kasteelkwartier · Europakwartier · Oranjekwartier · IJsselveld-Oost · IJsselveld-West · IJsseloevers · Hazenveld en Overwaard · Panoven · De Hoven en De Boomgaard · De Tuinen · Het Hart · De Wereldsteden · De Rivieren · Het Staatse · Benschopperpoort en Het Podium · Achterveld-Zuid · Achterveld-West · Achterveld-Noord · Achterveld-Oost · Eiterse Waard · Landelijk gebied Noord · Landelijk gebied Zuid

Overige buurten: Rijpickerwaard · Paardenveld · Over Oudland · Industrieterrein Lage Dijk · Bedrijventerrein De Corridor
Utrecht · Plaatsen in de provincie      Nederland · Provincies · Gemeenten